# Polo (análise complexa)

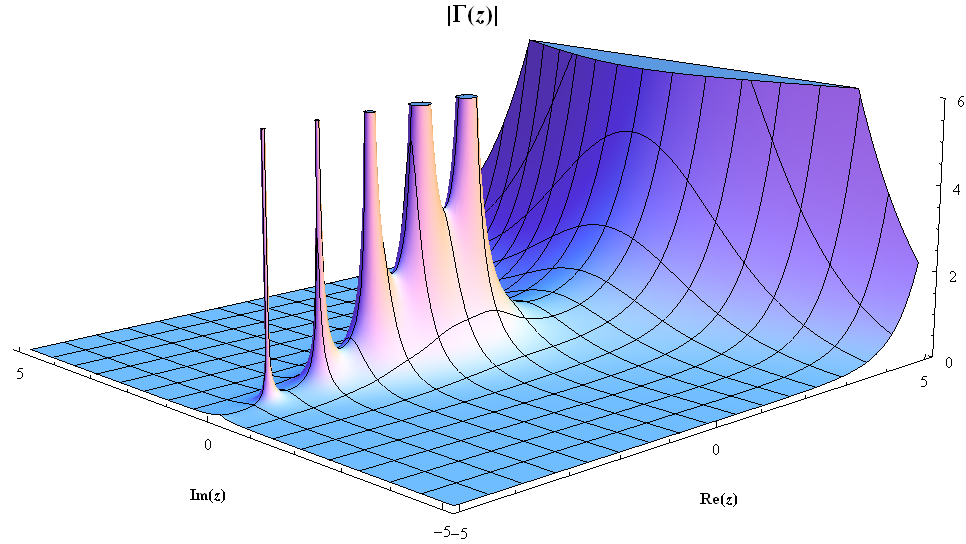
O valor absoluto da função gama. A imagem mostra que a função torna-se infinita nos pólos (à esquerda). À direita, a função gamma não possui polos: ela apenas cresce rapidamente.

Em análise complexa, um polo de um função holomorfa é um certo tipo de singularidade que se comporta como um singularidade do tipo {\displaystyle {\frac {1}{z^{n}}}} no ponto {\displaystyle z=0}.
Em particular, em um polo a de uma função  f, f(z) tende ao infinito as conforme z se aproxima de a.

## Definição
Formalmente, suponha que {\displaystyle \Omega } é um subconjunto aberto do plano complexo {\displaystyle \mathbb {C} }, {\displaystyle a} é um elemento de {\displaystyle \Omega } e {\displaystyle f:\Omega _{a}\to \mathbb {C} } é uma função holomorfa. Se existir uma função holomorfa {\displaystyle g:\Omega \mapsto \mathbb {C} } e um inteiro não negativo {\displaystyle n} tal que
{\displaystyle f(z)={\frac {g(z)}{(z-a)^{n}}}}
para todo {\displaystyle z} em {\displaystyle \Omega _{a}}, então a é denominada um polo de f. O menor número n satisfazendo a condição acima é chamada ordem do polo. Um polo de ordem 1 é chamado polo simples. Um polo de ordem 0 é uma singularidade removível.
Da definição acima, várias caracterizações equivalentem podem ser deduzidas:
Como g é uma função analítica, f pode ser expressa como:
{\displaystyle f(z)={\frac {a_{-n}}{(z-a)^{n}}}+\cdots +{\frac {a_{-1}}{(z-a)}}+\sum _{k\geq 0}a_{k}(z-a)^{k}.}
Esta é uma série de Laurent com uma parte principal finita. A função holomórfica {\displaystyle \sum _{k\geq 0}a_{k}(z-a)^{k}} (em {\displaystyle \Omega }) é chamada a parte regular de {\displaystyle f}. Então, o ponto a é um polo de ordem n de {\displaystyle f} se e somente se todos os termos da expansão da série de Laurent de {\displaystyle f} em torno de a de abaixo do grau −n desaparecem e o termo de grau −n não é nulo.